# Михалёво (Савинский район)
Михалёво — село в Савинском районе Ивановской области России. Входит в состав Воскресенского сельского поселения.

## География
Село расположено на берегу реки Тезы в 15 км на восток от центра поселения села Воскресенского и в 30 км на восток от райцентра посёлка Савино.

## История
В Михалёве каменная церковь с колокольней в первый раз построена в 1872 году на средства крестьянина Николая Белянкина. Престол в ней был один — в честь Вознесения Господня.
В конце XIX — начале XX века село входило в состав Алексинской волости Ковровского уезда Владимирской губернии. В 1859 году в селе числилось 18 дворов, в 1905 году — 27 дворов.
С 1929 года село являлось центром Михалёвского сельсовета Ковровского района Ивановской области, с 1935 года — в составе Савинского района, с 2005 года — в составе Воскресенского сельского поселения.

## Население
| 1859 | 1905 |
| ---- | ---- |
| 103  | 157  |

| 1859 | 1905 | 2010 |
| ---- | ---- | ---- |
| 100  | ↗157 | ↘49  |

## Инфраструктура
В селе расположена действующая Церковь Иоанна Богослова

## Транспорт
Просёлочные дороги.